# Pyrrocoma racemosa
Pyrrocoma racemosa là một loài thực vật có hoa trong họ Cúc. Loài này được (Nutt.) Torr. & A.Gray miêu tả khoa học đầu tiên năm 1842.